# Gérard Gartner
Pour les articles homonymes, voir Gartner.
Gérard Gartner dit Mutsa (« chat » en romani), né à Paris le 22 février 1935, est un écrivain, peintre, sculpteur et boxeur français d'origine tsigane.
Il détruit ses œuvres en 2016, une manière selon lui de marquer les 50 ans de la mort d'Alberto Giacometti. Biographe et ami de Matéo Maximoff, il fonde l'association Initiatives Tziganes et participe à la revue Études tsiganes.

## Biographie
D'abord chaudronnier, il pratique ensuite la boxe, puis devient garde du corps d'André Malraux, alors ministre de la culture. Gérard Gartner fait également du vélo.
Il commence la peinture puis se dirige en 1985 vers la sculpture. Son épouse Sophie meurt en 1997. Il est biographe de Matéo Maximoff. Gérard Gartner fonde l'association Initiatives Tziganes avec le réalisateur Tony Gatlif et la poétesse Sandra Jayat. Il est en outre vice-président de la revue Études Tsiganes.
En 2006 Gérard Gartner s'installe dans le village de Duravel, puis en 2016 à Collonges-la-Rouge. Un article de la radio télévision suisse le qualifie d'anarchiste libertaire.

### Boxeur
Il entame sa carrière à l'âge de 18 ans. Il devient professionnel en 1960. Boxant dans la catégorie des poids légers, il est champion de France amateur,. Il bat Moustic Meslem (Belaid Meslem). En 1963 à Helsinki, il échoue à obtenir un titre européen. Il arrête la boxe en 1964.
- 1958 : Champion de France (Militaire) et finaliste du championnat de France amateur
- 1959 : sélection nationale dans l'équipe de France
- 1960 : Finaliste du championnat d’Europe professionnel.

### Peintre, sculpteur et organisateur d'expositions
D'abord peintre de portraits, il se lance ensuite dans la sculpture après sa rencontre avec Alberto Giacometti. Il réalise des sculptures à base déchets industriels recyclés,.
- 1958 : il portraiture des personnalités du monde anarchiste, dont Charles d'Avray, Louis Lecoin, Georges Brassens et sculpte le métal à ses heures.
- 1964 :  Rencontre du sculpteur Alberto Giacometti et se lie d'amitié avec l'écrivain rom Matéo Maximoff qu'il accompagnera fréquemment dans ses déplacements.
- 1972 : Il se consacre exclusivement à la sculpture et détourne en œuvres d'art des déchets de plastique trouvés dans les décharges.
- 1981 : Il crée l'association Initiatives Tsiganes avec le cinéaste Tony Gatlif et la peintre et poétesse Sandra Jayat. En parallèle, il écrit pour la revue Études tsiganes et participe à de nombreux évènements liés à sa communauté (émissions de télévision, radio, films documentaires...)
- 1985 : Du 6 au 30 mai se tient la Première Mondiale d'Art Tzigane à la Conciergerie[13] réalisée par Initiatives Tsiganes qu'il préside, puis véhicule une exposition de peintres tsiganes français à travers le pays.
- Jusqu'en 2010, il expose ses centaines de pièces de Florence à Berlin et de Moscou à New-York.
- 2011 : 52 œuvres à Puy-l'évêque[1].
- 2013 : Rouillac[10].

Il expose en Europe, aux États-Unis, au Canada, mais il refuse toujours de vendre ses créations pour des « raisons philosophiques et sociales ».

#### Destruction de ses sculptures
En 2016, afin de marquer les 50 ans de la mort de Giacometti, il décide à 81 ans de détruire plus de 250 de ses œuvres,,,,. Il intitule cette destruction « Ultima Verba »,.

## Filmographie, télévision
- 1962 : La Loi des hommes de Charles Gérard — Boxeur
- ~1983 : Vagabondage de Roger Gicquel - TF1
- 2016 : Matéo Maximoff, l'écrivain tsigane de Jacques Malaterre — Arte, Les Films du Tambour de soie, Sara M.
- 2017 : Ultima Verba de Éric Premel et Marine Blanken
- 2022 : Massacre à la tronçonneuse dans Invitation au voyage du 15/04 sur Arte[17]

## Radio
- 2023 : Sainte Sara par elle-même - Joëlle Verain